# Granja (Trancoso)
Granja is een plaats (freguesia) in de Portugese gemeente Trancoso en telt 223 inwoners (2001).